# Shabunda
Shabunda este un oraș în  provincia Sud-Kivu, Republica Democrată Congo. În 2012 avea o populație de 21 746 de locuitori, iar în 2004 avea 17 650.